# حزيمة (شعار)
الحَزِيْمة (باللاتينية: Fascis فاسيز) هي رزمة مربوطة من العصيّ الخشبيَّة يُوثَق بها أحياناً فأس كبير، كانت لها قيمة رمزيَّة عالية في روما القديمة حيث عبَّرت عن نفوذ مسؤولي الدولة وسلطتهم القضائية. يعود أصل الحزيمة إلى عهد الحضارة الإتروسكانية في إيطاليا، وانتقلت من هناك إلى الحضارة الرومانية. لا زالت تعد حتى الوقت الحاضر رمزاً للسلطة القضائية والسياسية، فهي كثيراً ما تظهر كحمولةٍ على شعارات النبالة، كما وتظهر على عملة العشر سنتاتٍ في الولايات المتحدة، وعلى شعارات بعض الأحزاب الاشتراكية الإيطالية، كما أنها تعد نوعاً من رموز الفاشية.

## جمهورية روما
رمز مصطلح fasces lictoriae («حزم الليكتور») إلى القوة والسلطة (الإمبريوم) في روما القديمة، بدءًا من حقبة المملكة الرومانية المبكرة امتدادًا إلى حقبتي الجمهورية والإمبراطورية. كان استخدام الحزيمة مقيدًا بالتقاليد والبروتوكول في العصر الجمهوري. اعتاد فيلق من الأباريتورز (مسؤولون فرعيون) يسمون اللكتورز على حمل عدد محدد من الحزيمة أمام الحاكم الروماني، عدد توافق مع رتبة المسؤول. سبق اللكتورز القناصل (والبروقناصل)، والبريتور (والحكام البدلاء)، والديكتاتوريين، والكوور إيديلز، والكويستورز، والفلامين دياليس خلال احتفالات النصر الرومانية (الاحتفالات العامة التي أقيمت في روما بعد الغزو العسكري).
حسب ليفي، يحتمل أن اللكتورز كانت تقاليد أترورية تبنتها روما. كُرّس للقاضي الأعلى، أو الدكتاتور الروماني، أربعة وعشرين لكتورًا والحزيمة، بينما حصل القنصل على اثني عشر، والنائب على إحدى عشر، والبريتور على ستة (اثنان داخل البوميريوم)، والحكام البدلاء على خمسة، والكورول أديليس على اثنين.
كان جزء آخر من الرمزية التي جرى تطويرها في جمهورية روما هو تضمين فأس برأس واحد فقط في الحزيمة، مع ظهور النصل من الحزمة. أشار الفأس إلى أن الصلاحيات القضائية للقاضي (الإمبريوم) تشمل عقوبة الإعدام. أُزيلت نصول الفؤوس المحمولة داخل البوميريوم -حدود مدينة روما الداخلية المقدسة؛ كانت قوة الحياة والموت بيد الشعب داخل المدينة من طريق مجالسهم. على أي حال، اختارت الجمهورية الرومانية ديكتاتورًا في أوقات الطوارئ ليستلم القيادة فترة زمنية محدودة، إذ كان القاضي الوحيد الذي مُنح سلطة عقوبة الإعدام داخل البوميريوم. أبقى اللكتورز الذين امتثلوا أمام الدكتاتور على الفؤوس في الحزيمة الخاصة بها حتى داخل البوميريوم -علامة على امتلاك الديكتاتور السلطة المطلقة بين يديه. حدثت استثناءات لهذه القاعدة: في عام 48 قبل الميلاد، عمد حراس حملوا الحزيمة ذات النصل إلى إرشاد فاتيا إيزوريكوس إلى محكمة ماركوس كايليوس، واستخدم إيزوريكوس إحداها لتدمير كرسي كايليوس (سيلا كوروليس).
كانت إضافة إكليل الغار اختلافًا عرضيًا في الحزيمة، إذ رمز الإكليل إلى النصر. حدث هذا في احتفالات النصر الروماني –بصورة أساسية في موكب النصر الذي جاب روما بقيادة جنرال منتصر عائد. شغل جميع الجنرالات الجمهوريين الرومان مناصب عليا مع الإمبيريوم سابقًا، وعليه كانوا مؤهلين بالفعل لاستحقاق اللكتور والحزيمة.

## الاستخدام
استخدمت العديد من الحكومات والسلطات الأخرى صورة الحزيمة بمثابة رمز للقوة منذ نهاية الإمبراطورية الرومانية، واستخدمتها أيضًا لاستذكار الجمهورية الرومانية، خاصةً أولئك الذين يرون أنفسهم خلفاء تلك الجمهورية أو مُثلها العليا في العصر الحديث.
أدرج شعار النبالة الإكوادوري الحزيمة في عام 1830، مع أنها كانت قيد الاستخدام بالفعل في شعار النبالة الخاص بكولومبيا الكبرى.

## الرمزية

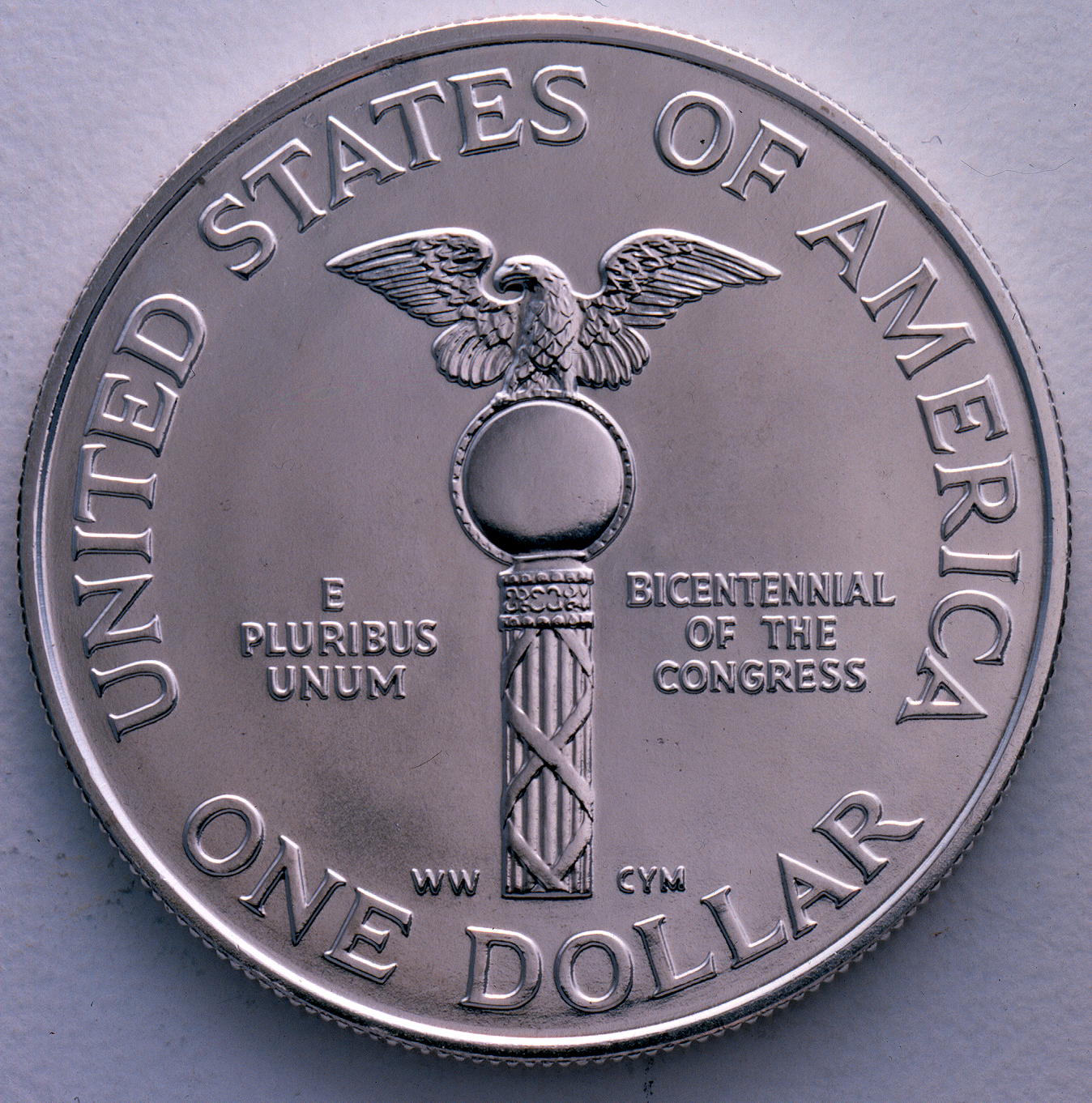
تمثّل الحزيمة شعاراً للسلطة والنفوذ، ولا زالت تستعمل لهذا الغرض الرمزي حتى الآن، فهو سبب نقشها على هذه العملة الأمريكيَّة.

مع أن المعلومات المعروفة حالياً عن الحضارة الإتروسكانية شحيحة إلى حدٍّ بعيد، إلا أنَّه عثر أثناء المسوحات الأثرية على بعض القطع التي نحتت عليها صورة رزمة رقيقة من العصي مربوطة بفأس ذو رأسين. قد تكون رمزيَّة الحزيمة جاءت بالأصل من شرق حوض البحر الأبيض المتوسط، حيث كان شعار الفأس ذي الرأسين شائعاً عند العديد من حضارات المنطقة مثل الحضارتَين الأناضولية والمينوية، قبل أن يتطوَّر إلى رمز الحزيمة البريتوري في روما. رغم ذلك، لم يعثر خلال الكشوفات الآثارية إلا على القليل من بقايا قطع الحزيمة فعلياً. عندما بدء عهد الجمهورية الرومانية، كانت طريقة صناعة الحزيمة قد تطورت إلى عصي ثخينة من خشب البتولا، وأحياناً يوثق بها فأس برأس واحد، وتربط العصي معاً بشريطٍ جلدي أحمر إلى عمود.
كان منبع رمزيَّة الحزيمة هو فكرة أنَّ "في الاتحاد قوة"، حيث أنه من السَّهل كسر عصاة رقيقة وحدها، بينما من الصعب جداً تكسير عصي كثيرة مجتمعة. أما الفأس فقد كان يمثّل قدرة السلطة على منح الحياة أو الموت بحكم الإعدام، وذلك رغم أنَّه وبعد سنّ قانون اللوائح الاثني عشر، لم يعد ممكناً لمسؤولٍ في الدولة أن يعدم مواطناً رومانياً دون مسائلة.